# Lophorrhachia mutanda
Lophorrhachia mutanda là một loài bướm đêm trong họ Geometridae.